# Hươu la
Hươu la (tiếng Anh: Mule deer, danh pháp hai phần: Odocoileus hemionus), là một loài hươu thuộc chi Odocoileus, họ Cervidae, phân họ Capreolinae, bộ Artiodactyla.
Đây là loài hươu bản địa tại phía tây Bắc Mỹ. Được đặt tên theo hình dạng lỗ tai, lớn giống như con la. Được cho là có vài phân loài, bao gồm cả hươu đuôi đen.
Không giống như họ hàng hươu đuôi trắng (Odocoileus virginianus), hươu la gắn liền với vùng đất bờ tây sông Missouri, đặc biệt tại dãy núi Rocky của Bắc Mỹ. Hươu la cũng được du nhập đến Argentina.

## Mô tả
Sự khác biệt đáng chú ý nhất giữa hươu đuôi trắng và hươu la là kích thước đôi lỗ tai của chúng, màu sắc đuôi, và hình dạng sừng gạc. Trong nhiều trường hợp, kích thước cơ thể cũng là một sự khác biệt quan trọng. Đuôi hươu la có ngọn màu đen, trong khi hươu đuôi trắng không có. Gạc hươu la chẻ đôi; chúng "chẻ ba" khi hươu phát triển, chứ không phải phân nhánh từ một trục chính đơn nhất, như trường hợp hươu đuôi trắng. Mỗi mùa xuân, gạc hươu đực bắt đầu mọc trở lại gần như ngay lập tức sau khi gạc cũ gãy đi. Sự gãy thường diễn ra vào giữa tháng hai, với biến thể diễn ra bởi nơi xảy ra. Mặc dù có khả năng chạy, hươu la thường thấy động tác stotting (1 động tác nhảy vọt lên khi gặp nguy hiểm) (còn gọi là pronking), với cả bốn bàn chân đi xuống với nhau. Hươu đuôi đen cũng đã được du nhập đến Kauai, Hawaii.
Hươu la là loài lớn trong 2 loài thuộc chi Odocoileus trên trung bình, với chiều cao khoảng 80–106 cm (31–42 in) tại bờ vai và chiều dài từ mũi đến đuôi khoảng từ 1,2 đến 2,1 m (3,9 đến 6,9 ft). Trong số này, đuôi có thể bao gồm 11,6 đến 23 cm (4,6 đến 9,1 in). Hươu đực trưởng thành (male deer) thường nặng 55–150 kg (121–331 lb), trung bình khoảng 92 kg (203 lb), mặc dù mẫu vật trưng bày có thể nặng lên đến 210 kg (460 lb). Hươu cái trưởng thành (female deer) khá nhỏ và thường nặng từ 43 đến 90 kg (95 đến 198 lb), với mức trung bình khoảng 68 kg (150 lb). Không giống hươu đuôi trắng, hươu la thường không cho thấy sự thay đổi kích thước đáng kể dọc theo phạm vi loài, mặc dù điều kiện môi trường có thể gây ra biến động trọng lượng đáng kể trong bất kỳ quần thể nhất định. Một ngoại lệ theo đấy, phân loài hươu đuôi đen Sitka (O. h. sitkensis). Phân loài này nhỏ hơn đáng kể so với các phân loài khác của hươu la, với trọng lượng trung bình khoảng 54,5 kg (120 lb) và 36 kg (79 lb) ở hươu đực và hươu cái, tương ứng.

## Hành vi theo mùa

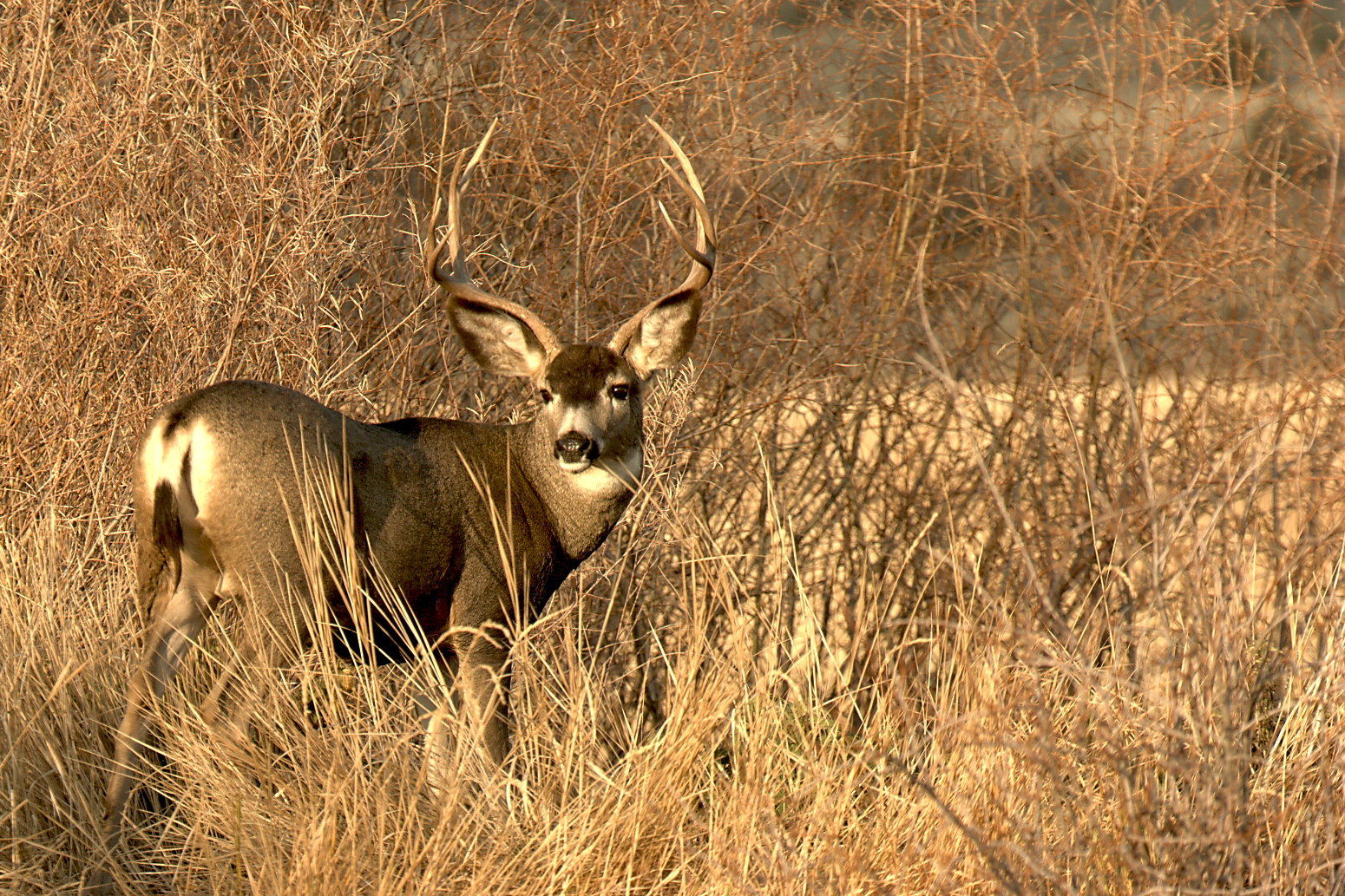
Hươu đực tại khu bảo tồn quốc gia Malheur

Trong điều kiện vận động liên quan đến chỗ ở có sẵn và thức ăn, chu kỳ sinh sản rất quan trọng trong hành vi hiểu biết của hươu. Thời kỳ "động dục ở động vật đực" hoặc mùa giao phối thường bắt đầu vào mùa thu cũng như hươu cái vào trong thời kỳ động dục ở động vật cái trong thời gian một vài ngày và hươu đực trở nên hung hăng hơn, cạnh tranh bạn tình. Hươu cái có thể giao phối với nhiều hơn một hươu đực và quay trở lại động dục trong vòng một tháng, nếu chúng không lắng dịu. Thai kỳ khoảng 190-200 ngày, hươu non sinh ra vào mùa xuân, ở với hươu mẹ trong suốt mùa hè và được cai sữa vào mùa thu sau khoảng 60-75 ngày. Hươu la cái thường sinh hai hươu con, mặc dù nếu đó là lần đầu tiên hươu sinh một con non, thường chỉ có một. Gạc hươu đực gãy trong mùa đông, tăng trưởng trở lại để chuẩn bị cho động dục mùa tới. Chu kỳ tăng trưởng hàng năm của gạc hươu được quy định bởi những thay đổi trong chiều dài của ngày. Để biết thêm thông tin xem bài viết chính về hươu nai.
Bên cạnh con người, ba loài săn mồi hàng đầu của hươu la là sói đồng cỏ, sói xám, và báo sư tử. Linh miêu đuôi cộc, chồn sói, gấu đen Bắc Mỹ và gấu nâu có thể săn hươu trưởng thành, nhưng thường chỉ tấn công hươu non, mẫu vật ốm yếu hoặc ăn xác hươu sau khi đã chết tự nhiên. Gấu và các loài có kích thước nhỏ hơn thường kiếm ăn cơ hội, và ít đe dọa đến một con hươu la mạnh mẽ, khỏe mạnh.

## Chế độ ăn uống và hành vi kiếm ăn

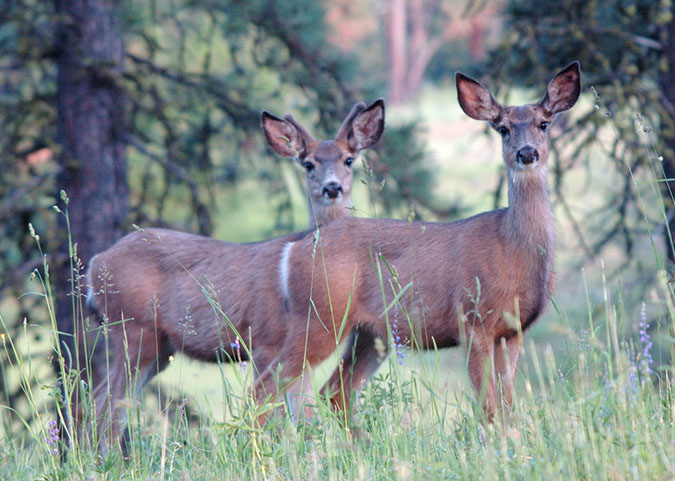
2 con hươu cái tại khu thiên nhiên hoang dã Wenaha

Kufleld et al. (1973) đã phân tích 99 nghiên cứu về chế độ ăn của hươu la và thấy rằng một số lượng 788 loài thực vật đã được hươu la ăn, và chế độ ăn của hươu la thay đổi rất nhiều tùy thuộc vào mùa, khu vực địa lý, năm, và độ cao so với mực nước biển. Kufeld, et al. (1973) đã đưa ra các số liệu sau đây về chế độ ăn của hươu la ghi nhận tại dãy núi Rocky:
|          | Cây bụi & Cây xanh | Thảo mộc             | Cỏ thường & cỏ yêu thích |
| -------- | ------------------ | -------------------- | ------------------------ |
| Mùa đông | 74%                | 15%                  | 11% (biến đổi 0-53%)     |
| Mùa xuân | 49%                | 25%                  | 26% (biến đổi 4-64%)     |
| Mùa hè   | 49%                | 46% (biến đổi 3-77%) | 3% (biến đổi 0-22%)      |
| Mùa thu  | 60%                | 30% (biến đổi 2-78%) | 9% (biến đổi 0-24%)      |

Anthony & Smith (1977) phát hiện ra rằng chế độ ăn của hươu la rất tương tự như của hươu đuôi trắng trong khu vực mà chúng cùng tồn tại. Hươu la kiếm ăn trung gian chứ không phải gặm chồi non tinh khiết hoặc gặm cỏ; phần lớn là chồi non, nhưng cũng ăn thảm thực vật thảo mộc, một lượng nhỏ cỏ, hoặc nếu có thể là quả của cây xanh hoặc cây bụi như cây đậu, vỏ đậu, hạt cứng (bao gồm quả đấu, đó là hạt sồi), và quả mọng.
Hươu la dễ dàng thích ứng với sản phẩm nông nghiệp và cây trồng cảnh quan. Tại dãy núi Sierra Nevada, hươu la phụ thuộc vào địa y wila như 1 nguồn thức ăn mùa đông.:2:4
Những loài thực vật phổ biến nhất được hươu la tiêu thụ là:
- Giữa các loài cây xanh và cây bụi: Artemisia tridentata (ngải đắng lớn), Cercocarpus ledifolius (gụ lá xoăn miền núi), Cercocarpus montanus (gụ thực sự miền núi), Cowania mexicana (hồng dại México), Populus tremuloides (dương lá rung), Purshia tridentata (hoa bụi linh dương đắng), Quercus gambelii (sồi Gambel), và Rhus trilobata (sơn bụi chồn).[15]
- Giữa các loài thảo mộc: Achillea millefolium (dương kỳ thảo miền tây), Antennaria sp. (cúc chân mèo), Artemisia frigida (ngải đắng lạnh), Artemisia ludoviciana (hoa ngải xám Louisiana), Aster spp. (hoa tử uyển), Astragalus sp. (hoàng kỳ), Balsamorhiza sagittata (balsamroot lá mũi tên), Cirsium sp. (cây kế), Erigeron spp. (cỏ phi bồng), Geranium sp. (hoa mỏ hạc), Lactuca serriola (rau diếp gai), Lupinus spp. (đậu cánh chim), Medicago sativa (cỏ linh lăng), Penstemon spp., Phlox spp. (thiên nam tú cầu), Polygonum sp. (chút chít/rau răm), Potentilla spp. (hoa ỷ lăng), Taraxacum officinale (bồ công anh), Tragopogon dubius (diếp củ phương tây), Trifolium sp. (cỏ ba lá), và Vicia americana (đậu tằm châu Mỹ).[15]
- Giữa các loài cỏ thường và cỏ yêu thích: Agropyron, Elymus (cỏ tiểu mạch), Elytrigia, Pascopyrum sp. (cỏ tiểu mạch), Pseudoroegneria spicatum (cỏ tiểu mạch búi xanh), Bromus tectorum (cỏ quyên tước), Carex spp. (cỏ lách), Festuca idahoensis (cỏ đuôi trâu Idaho), Poa fendleriana (cỏ cừu), Poa pratensis (cỏ tảo thục hòa Kentucky), và loài khác thuộc chi Poa spp. (cỏ tảo thục hòa).[15]

Hươu la cũng ăn cỏ lạc mang, cỏ cách lan mã, cỏ tước mạch, và cỏ vũ mao, cũng như hoa bụi linh dương, hùng quả, anh đào đắng, hoa bụi đắng, sồi đen, dẻ ngựa California, ceanothus, tuyết tùng, hồng bụi, hoàng cận, thù du sông, hoàng liên gai leo, sơn thù du, thông Douglas, quả cơm cháy, fendlera, hoa mắt vàng, mận chuột lá nhựa, thông lá ngắn, chút chít, kohleria, manzanita, mesquite, sồi, thông, cúc bụi thỏ, cỏ phấn hương, quả mọng đỏ, sồi bụi, hoa đường lệ (gồm có đường lệ Thái Bình Dương), bách xù Sierra, tua lụa, mao hạch, cỏ cảnh thiên, hướng dương, tesota, cỏ ngấy hương, sồi xám, cơm cháy nhung, anh đào dại phương tây, anh đào đen, và yến mạch hoang dã. Nơi có sẵn, hươu la cũng ăn nhiều loại nấm hoang dã, phong phú nhất vào cuối mùa hè và mùa thu ở vùng núi phía nam Rocky. Nấm cung cấp hơi ẩm, protein, phosphor và kali.
Con người đôi khi tham gia vào nỗ lực bổ sung thức ăn trong mùa đông khắc nghiệt trong một có gắng tránh nạn đói hươu la. Cơ quan động vật hoang dã không khuyến khích những nỗ lực đó nhất, có thể gây hại cho quần thể hươu la do lây lan bệnh (ví dụ như lao và bệnh thoái hóa kinh niên) khi hươu tụ tập ăn; phá vỡ mô hình di cư; gây quá tải số lượng của quần thể hươu la địa phương và vượt quá chồi non cây bụi và thảo mộc. Nỗ lực bổ sung thức ăn phù hợp khi tiến hành cẩn thận trường hợp hạn chế, nhưng để thành công khi cho ăn phải bắt đầu sớm trong mùa đông khắc nghiệt, trước khi điều kiện phạm vi kém và thời tiết gây ra suy dinh dưỡng hoặc nạn đói nghiêm trọng, phải được tiếp tục cho đến khi điều kiện phạm vi có thể hỗ trợ bầy đàn.

## Phân loại

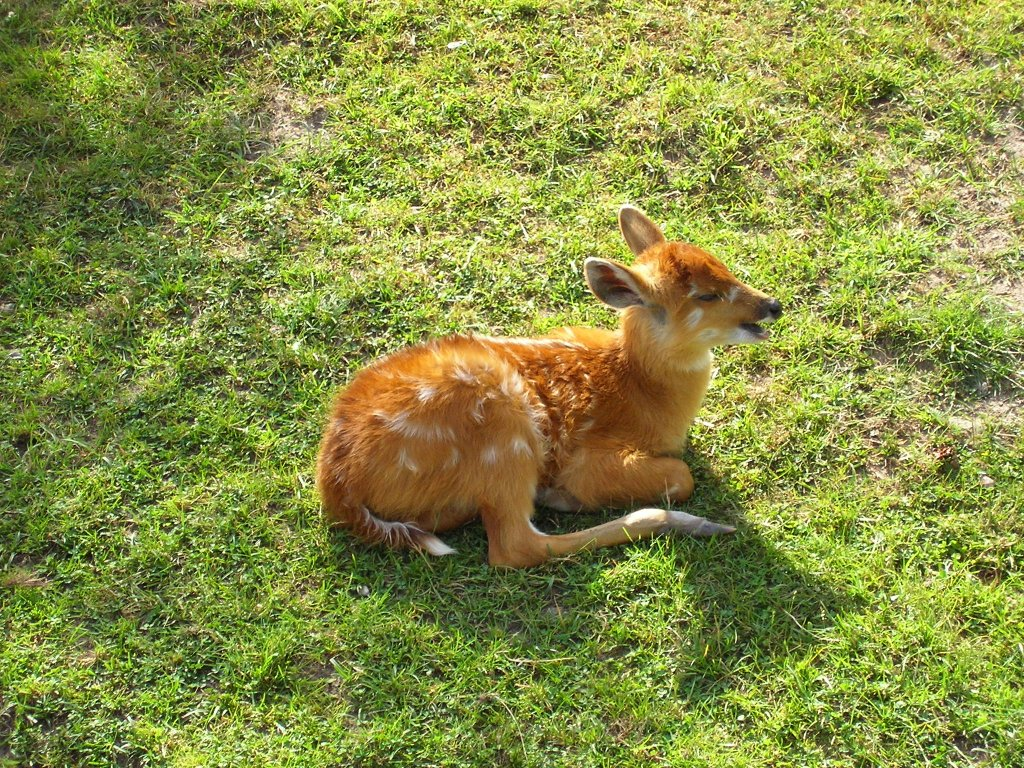
Hươu non

Hươu la có thể được chia thành hai nhóm chính: Hươu la (sensu stricto) và hươu đuôi đen. Nhóm thứ nhất bao gồm tất cả các phân loài, ngoại trừ O. h. columbianus và O. h. sitkensis, đó là trong nhóm hươu đuôi đen. Hai nhóm chính từng được xem như loài riêng biệt, nhưng chúng lai giống, và hầu như tất cả nhà chức trách gần đây xem xét hươu la và hươu đuôi đen như cùng loài. Dường như hươu la tiến hóa từ hươu đuôi đen. Mặc dù vậy, mtDNA của hươu đuôi trắng và hươu la tương tự nhau, nhưng có sự khác biệt so với hươu đuôi đen. Điều này có thể là kết quả của sự pha trộn gen, mặc dù giống lai giữa hươu la và hươu đuôi trắng hiếm trong tự nhiên (dường như phổ biến hơn tại địa phương tây Texas), và tỷ lệ sống con lai thấp ngay cả trong điều kiện nuôi nhốt. Nhiều tuyên bố quan sát giống lai tự nhiên không hợp pháp, như nhận dạng dựa trên đặc điểm bên ngoài khá phức tạp.

### Phân loài
Một số nhà chức trách đã công nhận O. h. crooki là một danh pháp đồng nghĩa của O. h. eremicus, nhưng kiểu mẫu vật xưa cũ là một con lai giữa hươu la và hươu đuôi trắng, vì vậy danh pháp O. h. crooki không hợp lệ. Ngoài ra, tính hợp lệ của O. h. inyoensis được đặt câu hỏi, hai danh pháp hươu phân bố biển đảo O. h. cerrosensis và O. h. sheldoni có lẽ là đồng nghĩa với O. h. eremicus hoặc O. h. peninsulae.
10 phân loài hợp lệ dựa trên ấn bản thứ ba quyển sách Mammal Species of the World (Loài hữu nhũ thế giới) là:
- Nhóm hươu la (sensu stricto):
  - O. h. californicus – hươu la California
  - O. h. cerrosensis – hươu la đảo Cedros/Cerros (đảo Cedros)
  - O. h. eremicus – hươu la hoang mạc/lừa thồ (thung lũng hạ lưu sông Colorado; tây bắc México, đông nam California, và Arizona)
  - O. h. fuliginatus – hươu la miền nam (cực nam California và Baja California)
  - O. h. hemionus – hươu la dãy núi Rocky (phía tây và trung tâm Bắc Mỹ)
  - O. h. inyoensis – hươu la Inyo (Sierra Nevada, California)
  - O. h. peninsulae – hươu la bán đảo (Baja California Sur)
  - O. h. sheldoni – hươu la đảo Tiburon (đảo Tiburon)
- Nhóm hươu đuôi đen:
  - O. h. columbianus – hươu đuôi đen (Tây Bắc Thái Bình Dương và miền Bắc California)
  - O. h. sitkensis – hươu đuôi đen Sitka (khu vực duyên hải và các đảo ngoài phía Tây British Columbia)